# 239 av. J.-C.
Cette page concerne l'année 239 av. J.-C. du calendrier julien proleptique.

## Événements
- Printemps : début du règne de Démétrios II, roi de Macédoine (fin en 229 av. J.-C.)[1]. Il doit lutter contre une coalition générale de la Grèce centrale et du Péloponnèse (guerre démétriaque)[2].
- 9 juin (21 avril du calendrier romain) : début à Rome du consulat de Quintus Valerius Falto et Caius Mamilius Turrinus[3].

- Défaite de Séleucos II à Ancyre contre Antiochos Hiérax allié aux Galates[4].
- Le gouverneur  Diodote Ier fonde le  royaume indépendant grec de Bactriane (fin en 139 av. J.-C.)[5]. Cet État, composé des satrapies de Bactres et de Sogdiane arrachées aux Séleucides s’étendra vers le nord-est et le sud jusqu’à comprendre d’importantes étendues de territoires en Inde, situées bien au-delà des conquêtes d’Alexandre le Grand.

- Rome intervient en Grèce sous forme diplomatique en faveur des Acarnaniens menacés par les Étoliens[6].

## Naissances
- Ennius, poète latin, à Rudiae, près de Lecce.

## Décès en 239 av. J.-C.
- Hiver 240-239 av. J.-C. : Antigone II Gonatas, roi de Macédoine[1].